# Moraea bubalina
Moraea bubalina är en irisväxtart som beskrevs av Peter Goldblatt. Moraea bubalina ingår i släktet Moraea och familjen irisväxter. Inga underarter finns listade i Catalogue of Life.